# Castillo de Guijosa
El castillo de Guijosa o castillo de don Íñigo López de Orozco es una fortificación, emplazada en la localidad española de Guijosa, perteneciente al municipio de Sigüenza (provincia de Guadalajara, comunidad autónoma de Castilla-La Mancha).
Está compuesto de una gran torre central con ventanas, balcones y matacanes; rodeada de un recinto cuadrado rematado de almenas. La puerta de este último está formada de un arco apuntado. Un detalle heráldico junto a la puerta parece hacer indicar que fue construido por Íñigo López de Orozco hacia mediados del siglo xv.
Cuenta con la catalogación de bien de interés cultural desde el 25 de junio de 1985.